# William Kennedy (friidrottare)
William Kennedy, född 3 november 1899, död 2 oktober 1992, var en friidrottare från Kanada. Han deltog vid olympiska sommarspelen 1920.